# Важкий колос
«Важки́й ко́лос» — український радянський художній фільм 1969 року режисера Володимира Денисенка. Прем'єра фільму відбулася у липні 1970 року.

## Сюжет
Фільм розповідає про життя радянського села 1960-х років, про реформування сільськогосподарської науки, про перетворення природи і використання землі та її багатств.
Герої фільму зустрічаються на республіканській сільськогосподарській виставці передового досвіду в Києві. Головний герой, Павло Зарічний — талановитий вчений-селекціонер.

## Акторський склад
- Лаймонас Норейка — Павло Зарічний
- Наталія Наум — Варвара Зарічна
- Ада Роговцева — Даша
- Галина Довгозвяга
- Микола Козленко
- Ніна Реус — Таня
- Костянтин Степанков — Дяченко
- Данило Ільченко — Головатий
- Віктор Мирошниченко — Стороженко
- Галина Нехаєвська
- Олексій Сапсай — Тимофій Хижняк
- Єлизавета Слуцька
- Анатолій Соколовський
- Василь Богоста — епізод
- Микола Олійник — епізод

## Знімальна група
- Режисер: Володимир Денисенко
- Сценарист: Володимир Денисенко
- Оператори: Дмитро Вакулюк, Олександр Деряжний
- Композитор: Олександр Білаш
- Художники: Олександр Кудря, Петро Максименко